# Великогаївський монастир
Монастир святого Йосифа сестер Студійського Уставу у Великих Гаях — монастир Української греко-католицької церкви у с. Великі Гаї Тернопільської области України.

## Історія
Монастир Святого Йосифа був заснований у 1929 році як дочірній дім Святопокровського монастиря в Якторові. У цьому ж році до Якторова вступили чотири сестри з родини Кучерів із Великих Гаїв, які отримали імена Софія, Віра, Надія та Любов, залишивши вдома своє велике обійстя.
У 1950 році (за іншими даними, у 1946-му) монастир закрила радянська влада, але він продовжував діяти нелегально до 1980-х років. У 1969 році до підпільного монастиря приєдналися Марія Тимочко (с. Митродора), Ольга Катала (с. Олімпія) та Ярослава Похудай (с. Юліта), які оселилися в будинку Марії Пігель у Тернополі.
У Тернополі молоді сестри жили по квартирах, де богослужіння проводили о. Володимир Баран та владика Володимир Козак, ЧНІ. У 1982 році ігуменя Йосифа Вітер придбала частину будинку на вулиці Щорса, куди переїхали чотири черниці. До них приїжджали священники-редемптористи, студити та інші отці, щоб проводити богослужіння та уділяти Святі Тайни.
Навесні 1992 року почалися роботи з ремонту колишнього монастирського будинку у Великих Гаях. 22 серпня 1993 року владика Михаїл Сабрига освятив відремонтований дім і каплицю, передавши ключ настоятельці Олімпії Катала. У 1994 році настоятелькою дому була призначена с. Мирона Біла.
4 листопада 1995 року владика Михаїл освятив наріжний камінь під будівництво нового монастирського будинку, яке завершили у 2000 році.
20 липня 2005 року Глава УГКЦ Любомир Гузар надав монастирю автономію. 30 серпня 2005 року ігуменею було обрано схм. Анатолію Івашків. До 10 жовтня 2010 року монастир перебував під опікою Глави УГКЦ, після чого отримав єпархіальне право. З 22 грудня 2011 року монастир знаходиться під опікою митрополита Василія Семенюка.
Наразі в монастирі проживає 10 сестер.